# 王時槐
王時槐（1522年—1605年），字子植，號塘南。江西安福人，民籍，明朝政治人物、學者。

## 生平
早年師事劉文敏，以“透性”为宗。嘉靖二十五年（1546年）丙午江西鄉試第二十名舉人，嘉靖二十六年（1547年）丁未科二甲進士。官南京兵部主事，歴員外郎、禮部郎中，出为福建按察司佥事，调任四川。嘉靖四十二年（1563年）九月升尚宝司少卿，四十三年三月升本司卿，四十四年九月升太僕寺少卿，因行县所至，榜掠惨毒，往往有死者，被印马御史顾廷对弹劾，四十五年二月降二级为光禄寺少卿，後因京察罷歸。
隆慶四年（1570年）六月復除光禄寺少卿原职，五年四月升陕西右参政，後辞官歸。
万历年間起用為贵州左参政，十九年（1591年）十月升南京鸿胪寺卿，遷太常寺卿，但當時槐已看破官場，皆不赴任。八十四歲卒。

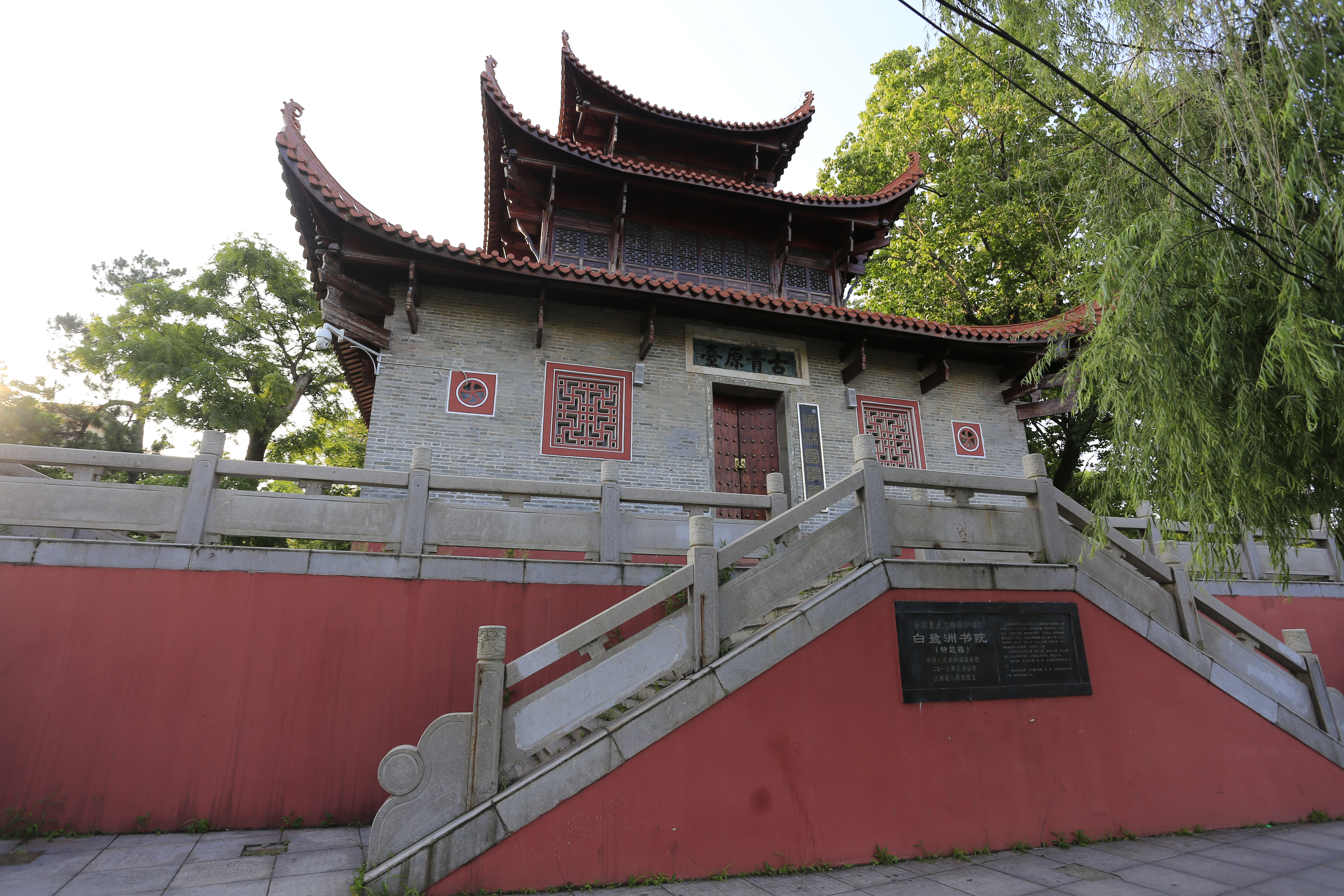
江西白鷺洲書院鐘鼓樓

万历二十年（1592年），吉安知府汪可受重建白鹭洲书院，聘王时槐、邹元标为书院主讲。

## 著作
有《友庆堂合稿》七卷，《广仁类编》等。

## 家族
曾祖王續友；祖父王希禮；父王一善，嫡母劉氏；生母姜氏。具庆下。子王景衡。

## 延伸阅读
[在维基数据编辑]
 《明史卷二百八十三》，出自《明史》